# Margot Gatzlaff-Hälsig
Margot Gatzlaff-Hälsig (geborene Hälsig; * 29. Januar 1934 in Stollberg/Erzgeb.; † 17. März 2022 in Merseburg) war eine deutsche Indologin.

## Leben
Von 1953 bis 1954 studierte sie Germanistik an der Universität Rostock, von 1954 bis 1957 Indologie an der Staatlichen Shdanow-Universität Leningrad, von 1957 bis 1960 Indologie an der Lomonossow-Universität Moskau und von 1962 bis 1964 im Zusatzstudium an der Universität Delhi mit Stipendium der indischen Regierung. Nach der Promotion 1966 zum Dr. phil. an der Universität Leipzig war sie dort von 1961 bis 1966 wissenschaftliche Assistentin; von 1966 bis 1968 Oberassistentin und von 1968 bis 1999 Dozentin für Hindi. 1978 erhielt sie den Dr. sc. phil. von der Karl-Marx-Universität Leipzig und 1998 den Gisela-Bonn-Preis.

## Schriften (Auswahl)
- Wesen und Funktion der mit huā zusammengesetzten Partizipien im modernen Literaturhindi. Leipzig 1967, OCLC 64241595.
- Tendenzen und Probleme der funktionalen Entwicklung des Hindi in unabhängigen Indien. Leipzig 1978, OCLC 699966523.
- als Herausgeberin: Grammatischer Leitfaden des Hindi. Hamburg 2003, ISBN 3-87548-331-6.
- als Herausgeberin: Handwörterbuch Hindi – Deutsch. Hamburg 2013, ISBN 978-3-87548-667-4.